# Harald Schumacher
Harald Anton Schumacher (Düren, 1954. március 6. –) nyugatnémet válogatott Európa-bajnok német labdarúgó, kapus.

## Pályafutása

### Klubcsapatban
1962-ben a Schwarz-Weiß Düren csapatában kezdte a labdarúgást. 1972-ben szerződtette az 1. FC Köln, ahol pályafutása jelentős részét töltötte. A kölni csapattal egyszer lett bajnok a Bundesligában és háromszor nyerte le a nyugatnémet-kupát. Az 1987–88-as idényben a Schalke 04, 1988 és 1991 között a török Fenerbahçe együttesében védett. A török csapattal az 1988–89-es idényben bajnokságot nyert. Aktív labdarúgó-pályafutása utolsó idényét a Bayern München csapatánál töltötte az 1991–92-es idényben. Az 1995–96-os szezonban már kapusedzőként dolgozott a Borussia Dortmund csapatánál, amikor sérülések miatt egy bajnoki mérkőzésre beugrott védeni és ezzel tagja lett a bajnokcsapatnak.

### A válogatottban
1979 és 1986 között 76 alkalommal szerepelt a nyugatnémet válogatottban. Tagja volt 1980-as Európa-bajnok csapatnak. 1982-ben a spanyolországi, 1986-ban a mexikói világbajnokságon ezüstérmet szerzett a válogatottal.
Az 1982-es világbajnokság elődöntőjében Franciaországgal találkozott a nyugatnémet válogatott. Schumacher és a francia Patrick Battiston egy hosszú előreadott labdát próbáltak megszerezni. Ennek során a német kapus durván ütközött a francia játékossal, aki ennek következtében eszméletét vesztette, hordágyon vitték le és le kellett cserélni. Az eset után a holland játékvezető Charles Corver nyugatnémet kirúgást ítélt és Schumacher semmilyen figyelmeztetést nem kapott. Battiston kórházba került és két fogát is elvesztette. Schumacher próbálta bagatellizálni az esetet pár cinikus nyilatkozattal. Végül találkozott a kórházban Battistonnal és bocsánatot kért, amit a francia játékos elfogadott.

### Edzőként
1992 és 2003 között a Schalke 04, a Bayern München, a Borussia Dortmund és a Bayer Leverkusen kapusedzője volt. 1998 és 1999 között a Fortuna Köln vezetőedzője volt. 1999 decemberében a Waldhof Mannheimtől elszenvedett 2–0-s vereség után menesztette a klub elnöke Jean Löring

## Sikerei, díjai
NSZK
- Világbajnokság
  - ezüstérmes: 1982, Spanyolország, 1986, Mexikó
- Európa-bajnokság
  - Európa-bajnok: 1980, Olaszország

 1. FC Köln
- Nyugatnémet bajnokság (Bundesliga)
  - bajnok: 1976–77
- Nyugatnémet kupa (DFP-Pokal)
  - győztes:  1977, 1978, 1983

 Fenerbahçe SK
- Török bajnokság
  - bajnok: 1988–89

 Borussia Dortmund
- Német bajnokság (Bundesliga)
  - bajnok: 1995–96

## Könyve
- Harald Schumacher: Anpfiff. Enthüllungen über den deutschen Fußball – Droemer Knaur, 1987 ISBN 3-426-26298-3